# Ilythea varipennis
Ilythea varipennis är en tvåvingeart som först beskrevs av Oldenberg 1923.  Ilythea varipennis ingår i släktet Ilythea och familjen vattenflugor.
Artens utbredningsområde är Rumänien. Inga underarter finns listade i Catalogue of Life.